# Canonichesse regolari di Sant'Agostino
Le Canonichesse regolari di Sant'Agostino sono un istituto religioso femminile di diritto pontificio con case autonome.

## Storia

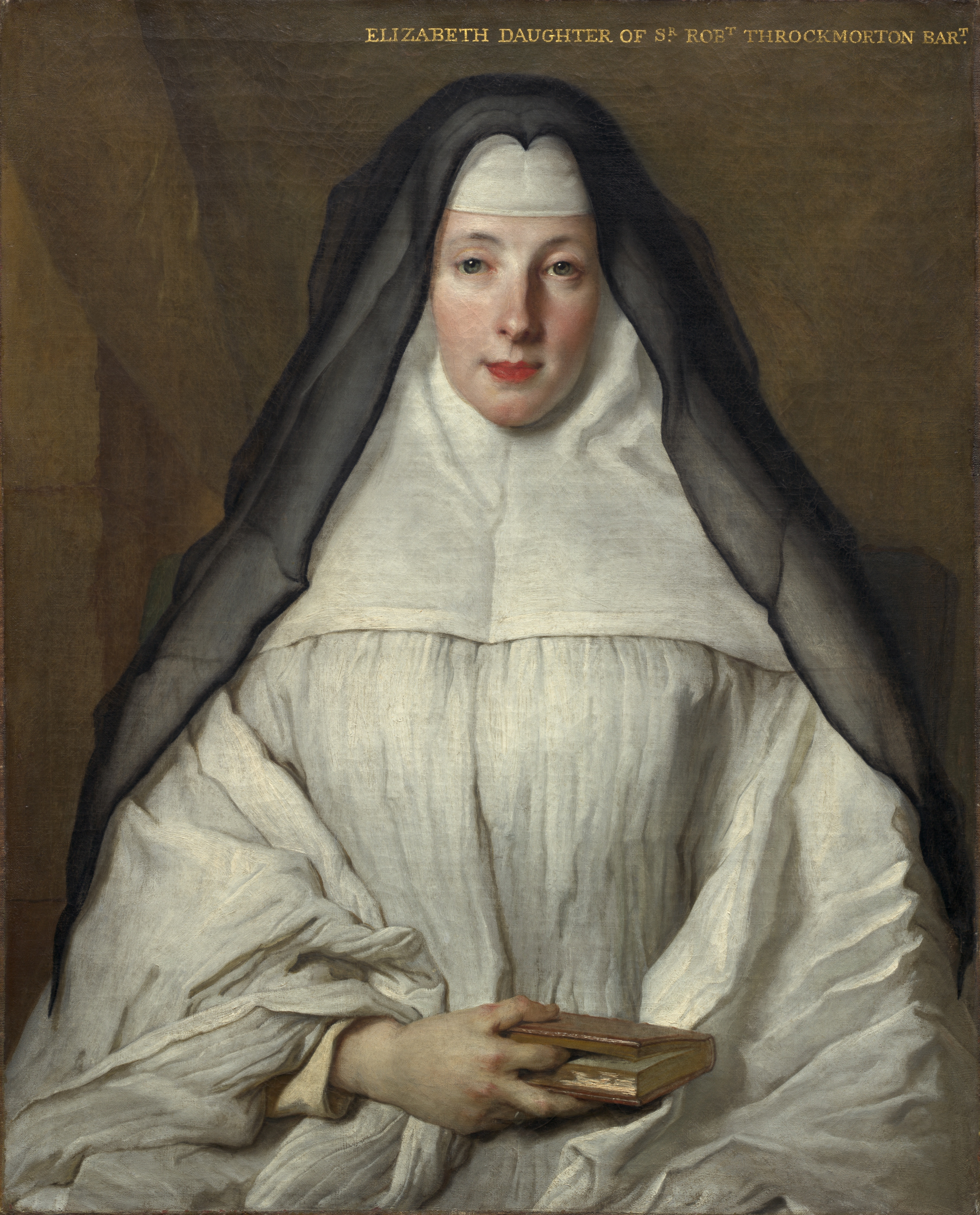
Elizabeth Throckmorton, priora del monastero inglese delle canonichesse regolari di Sant'Agostino a Parigi

Le canonichesse erano donne che conducevano vita fraterna in comunità, come religiose, ed erano consacrate al culto divino presso una chiesa, specialmente per il canto corale dell'ufficio divino. Spesso avevano la loro abitazione, separata da un muro di divisione, accanto a quella dei canonici della medesima chiesa.
Le prime testimonianze documentali relative a comunità di canonichesse in Occidente risalgono all'VIII secolo: ne parlano Egberto, arcivescovo di Canterbury, nel suo penitenziale e gli atti del concilio di Vernon del 755, che fanno menzione "de ancillis Dei velatis sub manu episcopi, sub ordine canonico".
Nel concilio di Aquisgrana dell'817 si trattò anche dell'ordinamento del modo di vivere delle canonichesse, alle quali venne prescritta una vita strettamente religiosa, comunitaria e conventuale, e fu promulgato per loro un regolamento di vita, il De institutione sanctimonialium.
In epoca carolingia, quindi, le canonichesse si divisero in due rami: le secolari (generalmente di nobile nascita, che conducevano vita comune ma non erano vincolate da voti e si mantenevano con il reddito del beneficio loro assegnato) e le regolari. Le canonichesse regolari abbracciarono uno stile di vita più rigoroso e, dopo la riforma della vita canonicale operata da papa Gregorio VII, iniziarono a emettere i voti e adottarono la regola di sant'Agostino.
Le canonichesse regolari indossavano la tunica e il rocchetto, l'abito distintivo dei canonici, un camice bianco lungo fino al ginocchio con maniche aderenti.
I monasteri avevano una vita autonoma e ogni comunità era retta da una badessa o priora. Molti si aggregarono a congregazioni canonicali maschili (lateranense, premonstratense, di Windesheim).
Le comunità di canonichesse regolari di Sant'Agostino, a partire dalla metà del Settecento, passarono attraverso le medesime difficoltà incontrate dagli altri ordini religiosi (soppressioni, secolarizzazioni). I monasteri superstiti (in Italia, Spagna, Belgio e Regno Unito) si mantennero canonicamente autonomi e soggetti ai vescovi del luogo.

## Diffusione
Alla fine del 2015 i monasteri di canonichesse regolari di Sant'Agostino erano 13 e le religiose 156.